# Michael Gugel
Michael Gugel (* 25. Juni 1985 in Freiburg im Breisgau) ist ein deutscher Schauspieler, Synchronsprecher und Sänger.

## Leben
Bereits in der Schule sammelte Michael Gugel erste Erfahrungen auf der Bühne und in Chören. Nach dem Abitur am Martin-Schongauer-Gymnasium Breisach studierte er zunächst Kommunikationsdesign an der Freien Hochschule Freiburg; nach dem Abschluss 2009 war er in einer Werbeagentur tätig.
Ab 2011 nahm Gugel parallel zu seiner Tätigkeit Gesangs-, Tanz- und Schauspielunterricht. Nach ersten Erfahrungen in studentischen Theater- und Musicalprojekten spielte er 2012 die Schauspielrolle des Graf St. Germain in der Oper Pique Dame am Theater Freiburg. Sein erstes Musical-Engagement hatte er im Stück Lichterloh am Gloria-Theater Bad Säckingen, wo er die Rolle des Fridolin übernahm. Im Gloria-Theater wirkte er abermals 2014 im Disney-Musical Aida mit.
Nach seinem Umzug nach Köln führte Gugel seine private Schauspielausbildung fort, u. a. bei Milad Klein und Kirk Baltz. Dort sammelte er auch erste Erfahrungen vor der Kamera, u. a. in den Kurzfilmen Black Fame (2013) und Der Metzger (2014). Ebenfalls 2014 war er im Kinofilm Die Einsamkeit des Killers vor dem Schuss von Benno Fürmann als Opfer zu sehen.
Im deutschen Fernsehen hatte er Episodenrollen in den Fernsehserien Schicksale – und plötzlich ist alles anders (2016, 2017), SOKO Köln (2016, als Transvestit) und Alles was zählt (2017, als bestechlicher Sportfunktionär Christian Landecker).
Im Musiktheater Die Schönen in Freiburg im Breisgau war er 2016 und 2017 in der Operette Ball Im Savoy in der Doppelrolle René und Tangolita zu sehen. In den Saisons 2016 bis 2018 war er zudem als Sänger und Schauspieler im Europa-Park Rust in Showproduktionen tätig. Im Sommer 2017 und 2018 (Wiederaufnahme) stand er im Rahmen der 42. und 43. Rathaushofspielen des Wallgraben Theater Freiburg im Musiktheaterstück The Black Rider in der Rolle des Robert und des Wilderers auf der Bühne.
Mit dem Theaterstück Das Mädchen am Ende der Straße war er 2019 neben Simone Ritscher, Bernhard Bozian, Rebecca Lara Müller und Sergius Buckmeier in der Rolle des Dorfpolizisten Ron Miglioriti auf Deutschland-Tournee.
Ebenfalls 2019 stand er in den Kurzfilm-Drama We The People und dem Science-Fiction-Kurzfilm Peperit 8 vor der Kamera. Dieser gewann 2020 im Rahmen des Berlin Sci-Fi Filmfest den Award für „Outstanding German Contribution“.
2020 übernahm er im Musical Tommy Tailors Traumfabrik im Gloria-Theater (Bad Säckingen) die Rolle des Zauberers Jamiro. Die Produktion musste aufgrund der COVID-19-Pandemie in Deutschland im November 2020 frühzeitig beendet werden. Eine Wiederaufnahme erfolgte im Herbst 2021.
2021 kehrte Gugel auch an das Wallgraben-Theater zurück, um in der Komödie Extrawurst von Dietmar Jacobs und Moritz Netenjakob die Rolle des Erol Oturan zu übernehmen.
2022 war er Teil der siebenstündigen Berliner Wiederaufnahme von Die letzten Tage der Menschheit von Karl Kraus, inszeniert vom Wiener Schauspieler und Regisseur Paulus Manker in der Belgienhalle auf der Insel Gartenfeld (Berlin).
Seit 2022 ist er als Resident Director und Swing (Musical) Teil des Ensembles der 20er-Jahre Musical-Revue „Berlin Berlin“ und gastierte damit u. a. im Admiralspalast, Festspielhaus Baden-Baden, Alte Oper Frankfurt, Philharmonie Köln, Opernhaus (Hannover), Semperoper, MuseumsQuartier (Halle E), Theater 11 Zürich, Oper Leipzig und Deutsches Theater München
Gugel arbeitet auch als Synchronsprecher.
Er ist Mitglied im Bundesverband Schauspiel und der Queer Media Society, ist Unterzeichner des Manifest ActOut und lebt in Berlin.

## Filmografie (Auswahl)
- 2013: Black Fame (Mittellangfilm 2013), Sachs Pictures, Regie: Christian Sachs
- 2014: Der letzte Bulle, ITV Studios Germany, Regie: Sophie Allet-Coche)
- 2014: Heiter bis tödlich: Koslowski & Haferkamp, NordFilm GmbH, Regie: Thomas Durchschlag
- 2014: Die Einsamkeit des Killers vor dem Schuss (Spielfilm), Hupe Film, Regie: Florian M. Böder
- 2014: Der Metzger (Kurzfilm), V&H Entertainment, Regie: Nikita Vasilchenko
- 2015: The Curtain (Serienpilot), Kunst & Verstand, Regie: Vincent Nanteza
- 2016: Schicksale – Botschaft aus dem Jenseits (Fiction), Constantin Entertainment, Regie: Kirim Schiller
- 2016: Schicksale – Die geheimnisvolle Schublade (Fiction), Constantin Entertainment, Regie: Volker Schwab
- 2016: Schicksale – Botschaft aus dem Jenseits (Fiction), Constantin Entertainment, Regie: Kirim Schiller
- 2016: SOKO Köln (Special „Die Zeit heilt keine Wunden“, Network Movie, Regie: Michael Schneider
- 2017: Schicksale – Wohnungssuche mit Folgen (Fiction), Constantin Entertainment, Regie: Patrick Freiheit
- 2017: Alles was zählt (Serie), UFA Serial Drama, Regie: Klaus Witting
- 2018: Rain (Kurzfilm), SkymaxStudios/HDM Stuttgart, Regie: Aindriu Green
- 2019: We The People (Kurzfilm), Regie: Emma Rosa Katharina Sauter
- 2019: Von der Kunst, nicht vergessen zu werden (Kurzfilm), Regie: Paul Stümke
- 2019: Peperit 8 (Kurzfilm), Regie: Aaron J. J. Schmidt
- 2020: Das Leuchten Der Nacht (Musical), Regie: Natalie Meyer
- 2024: Grenzbrecher (Kurzfilm), Regie: Natalie Meyer

## Bühnenengagements
- 2012–2013: Lichterloh (Musical), Gloria-Theater (Hochrhein Musicals GmbH & Co. KG), Regie: Jochen Frank Schmidt, Rollen: „Fridolin“
- 2012–2013: Pique Dame (Oper), Theater Freiburg, Regie: Eva-Maria Höckmayr, Rolle: „Graf St. Germain“ (Schauspielrolle)
- 2013–2014: Märchendinner (Musical-Dinnershow), Galadinner GmbH & Co. KG, Regie: Michèle Connah, Rollen: „Zwerg“ / „Wolf“ / „Prinz“
- 2013–2014: Weltreisedinner (Musical-Dinnershow), Galadinner GmbH & Co. KG, Regie: Michèle Connah, Rollen: „Kapitän / diverse“
- 2014–2015: Aida (Musical), Hochrhein Musicals GmbH & Co. KG, Regie: Jochen Frank Schmidt, Rolle: „Erster Nubier / Cover Zoser“
- 2016: Urinetown (Musical), Good Company, Regie: Juliane Hollerbach, Rafael Orth, Rolle: „Officer Lockstock“ (HR)
- 2016: Das Geheimnis Der Magischen Rose, Europa-Park Rust, Regie: Ulrich Grawunder, Rolle: „Prinz / Senior Pepe“ (HR)
- 2016–2017: Ball im Savoy (Operette), Musiktheater „Die Schönen“, Regie: Leopold Kern, Rolle: „René / Tangolita“ (NR)
- 2017–2018: Das Verdrehte Märchenbuch, Europa-Park Rust, Regie: Ulrich Grawunder, Rolle: „Schneiderlein“ (HR)
- 2017: Spook Me! (Musical), Teatro dell’Arte Rust, Regie: Ulrich Grawunder, Rolle: „Amadeadus“ (NR)
- 2017/2018: The Black Rider (Musiktheater), Wallgraben-Theater Freiburg, Regie: Martin Schurr, Rolle: „Robert“
- 2017: Yeast Nation – The Triumph Of Life (Musical 2017), Good Company, Regie: Juliane Hollerbach/Rafael Orth, Rolle: „Jahn der Weise“
- 2018: Rulantica – The Musical (Musical), Europa-Park Rust, Regie: Ulrich Grawunder, Rolle: „Eric“ (NR)
- 2019: Das Mädchen am Ende der Straße (Theater), Theatergastspiele Fürth, Regie: Thomas Rohmer, Rolle: „Ron Miglioriti“
- 2019: Dr. Jekyll und Mr. Hyde (Theater), Das Original Gruseldinner, Regie: Stefanie Otten, Rolle: „Dr. Jekyll/Mr. Hyde“
- 2019: Dracula (Theater), Das Original Gruseldinner, Regie: Stefanie Otten, Rolle: „Jonathan Harker“
- 2020: Tommy Tailors Traumfabrik[15] (Musical), Gloria-Theater (Bad Säckingen), Regie: Jochen Frank Schmidt, Rolle: „Jamiro Der Zauberer“
- 2021: Extrawurst (Theater), Wallgraben-Theater Freiburg, Regie: Hans Poeschl, Rolle: „Erol Oturan“ (HR)
- 2022: Die letzten Tage der Menschheit (Theater), Verein Marstheater, Regie: Paulus Manker, Rolle: diverse (u. a. Karl Sukfüll, Franz Salvator von Österreich-Toskana, Dr. Wiesenthal)
- 2022–2025: Berlin Berlin - Die große Show der goldenen 20er Jahre (Musical-Revue) ATG Entertainment (ehemals Mehr-Entertainment), Regie: Christoph Biermeier, Rolle: als Resident Director, Swing (Musical) („Admiral“, Comedian Harmonists)[16].

## Synchronrollen (Auswahl)

### Filme
- für Alessandro Sperduti (als Andrea) in Tre piani (2021)
- für Rupi Lal (als Astrids Arzt) in Beetlejuice Beetlejuice (2024)
- für Joshua Leese (als Französischer Melder) in Napoleon (2023)
- für Josh Keaton (als 'Spectacular Spider-Man') in Spider-Man: Across the Spider-Verse (2023)
- für Jeroen van Koningsbrugge (als holländischer Hooligan #2) in Spider-Man: Far From Home (2019)

### Serien
- für Bruno Gouery (als Luc) in Emily in Paris (2020–)
- für Orville Cummings (als Lt. Christopher) in Star Trek: Discovery/Staffel 4 und Star Trek: Discovery/Staffel 5
- für Jason Forbes (als Nachevko) in Ein Gentleman in Moskau (2024)
- für Emil Prenter (als Søren) in Befruchtet (2022)
- für Benito Skinner (als Jack Cole Jordan) in Queer As Folk (2022)
- für Carlos Serrano-Clark (als Ignacio Montes) in Die Köchin von Castamar (2021–) in 8 Episoden
- für Joe Seo (als Kyler) in Cobra Kai (2018–) [1. Synchro (DVD 2020)] in 7 Episoden
- für Derek Evans (als Davis Lafayette) in Queen of the South (2016-) in Episode „3, 8, 9, 12 & 13“ (Staffel 4)
- für Bryan Hibbard (als Joe Hallowell) in Der Befreier (2020)

### Anime
- für Takahiro Sakurai (als Sae Itoshi) in Blue Lock#Anime-Fernsehserie
- für Takehito Koyasu (als Erzengel Gabriel) in The Devil Is a Part-Timer! II
- für Hiroki Yasumoto (als Nick Maddocks) in Raeliana: Warum sie die Verlobte des Dukes wurde
- für Kouki Uchiyama (als Legato Bluesummers) in Trigun Stampede
- für Tomoaki Maeno (als Squalo) in JoJo’s Bizarre Adventure: Golden Wind
- für Toshihiko Seki (als Lord Embryo) in Cross Ange: Rondo of Angel and Dragon
- für Satoshi Tsuruoka (als Gentz) in Kuma Kuma Kuma Bear

### Games
- für Derek Phillips (als Lt. Wade Jackson) in Call of Duty: Vanguard
- für Dave B. Mitchell (als Victor Zakhaev) in Call of Duty: Modern Warfare III
- für Dan Donohue (als Imran Zakhaev) in Call of Duty: Black Ops Cold War

### Hörspiel
- Matt Reeves in Shadow Chasers (HERMANN MEDIA audiobooks)